# Teratoclytus simplicior
Teratoclytus simplicior är en skalbaggsart som beskrevs av Holzschuh 1992. Teratoclytus simplicior ingår i släktet Teratoclytus och familjen långhorningar. Inga underarter finns listade i Catalogue of Life.